# Lorenzo Gallo
Lorenzo Gallo (Modena, 25 agosto 1905 – Roma, 20 marzo 1976) è stato un calciatore italiano, di ruolo terzino.

## Carriera
Dopo aver mosso i primi passi come calciatore nelle formazioni giovanili del Modena, passò un anno al Milan in concomitanza con il servizio militare.
Rientrato nei ranghi, rimase in canarino per tre stagioni, trovando la maglia da titolare una sola volta, nella sconfitta casalinga contro il Torino (0-1) del 15 febbraio 1925.
Ufficiale in SPE dell'esercito, continuò a giocare per qualche anno con la Pistoiese.